# Матулевский, Константин Николаевич
Матулевский Константин Николаевич (1986) — член комитета таолу Международной федерации кунгфу (IKFF), председатель Комитета по антидопингового и медицинского контроля Европейской федерации кунгфу (EKF) и Федерации кунгфу Украины, вице-президент Федерации куошу Украины, Заслуженный мастер спорта Украины, судья Международной категории, многократный чемпион мира и Европы по традиционному ушу и с кунгфу, 5 дан кунгфу (EKF), 3 дан куошу (ICKF) и 4 дан ушу (CWA).

## Жизнеописание
Родился в 1986 году в Киеве. В 2009 году окончил Медицинский институт украинской ассоциации народной медицины. Имеет специализации врача по спорту и врача-рефлексотерапевта. Практикующий врач. В 2014 году окончил Национальный педагогический университет имени Н. П. Драгоманова.
Начал занятия под руководством Людмилы Солодилиной и Николая Матулевського с 1990 года в Центре «Форма» (г. Киев).
С 2002 по 2007 годы был штатным спортсменом-инструктором сборной команды Украины по ушу Минсемьямолодьспорт Украины.
Многократный чемпион Украины по ушу среди молодежи.

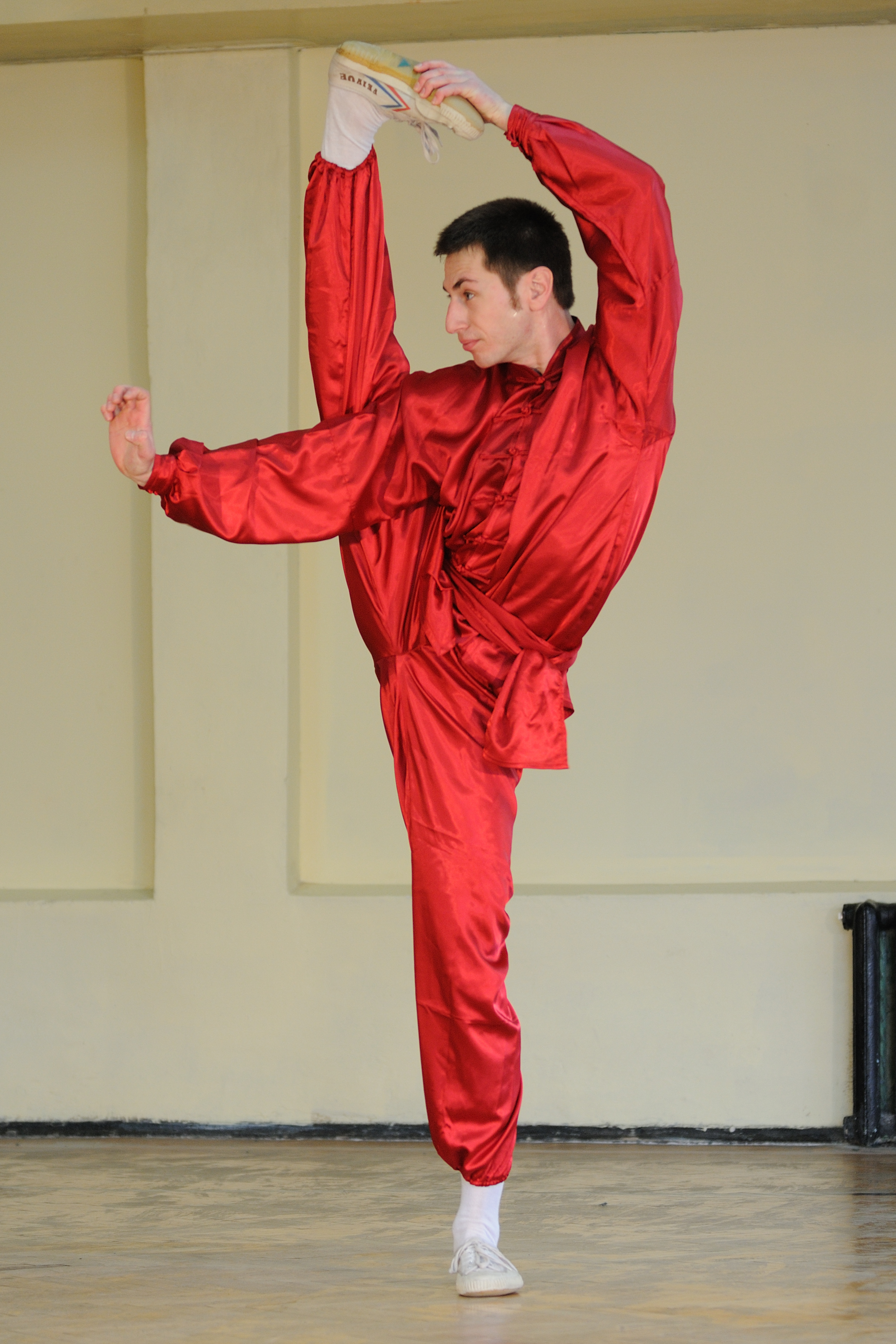

В 2000—2010 годах Матулевский К. Н. неоднократно завоевывал звание обладателя Кубка Мира по традиционным ушу/гунфу.
В 2001 году стал серебряным призёром чемпионата Мира по ушу.
В 2003 году стал многократным чемпионом Европы по ушу среди молодежи.
В 2004 и 2006 годах стал многократным чемпионом мира по традиционным ушу.
В 2007 году завоевал звание чемпиона по ушу на 1-х Европейских Играх.
В 2009 и 2011 годах стал многократным чемпионом мира по кунгфу.
В 2012 году стал четырёхкратным чемпионом Европы по куошу.
В 2013 году стал чемпионом и призёром мира по куошу.
В 2012 году Матулевському К. М. было присвоено звание «Заслуженный мастер спорта Украины».

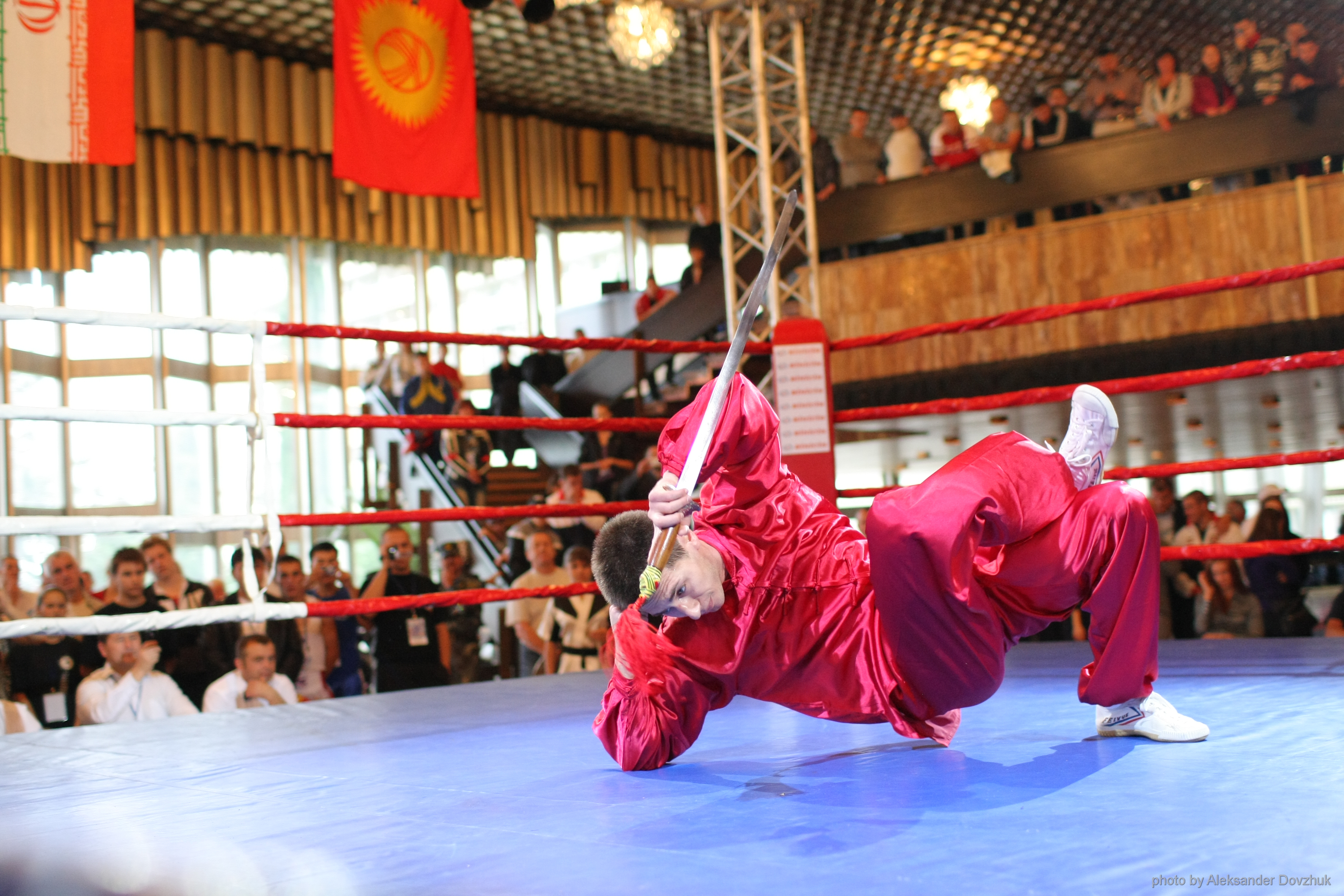

В 2012, 2013, 2014 и 2015 годах на чемпионатах Мира по кунгфу в Пекине (КНР) стал многократным чемпионом мира по кунгфу. В 2015 году удостоен звания «Лучший спортсмен IKFF».
В 2014 и 2016 годах на чемпионатах мира по тайцзицюань — WTCCF, в Тайбэе (Тайвань) стал многократным чемпионом и призёром мира по тайцзицюань, тайцзицзєнь и туйшоу.
В 2018 году принимал участие в открытом чемпионате Европы по кунгфу.
Тренер-преподаватель по кунгфу ДЮСШ «Созвездие» (укр. Сузіря). Тренер высшей категории.